# کنستانتینوس ماوروپانوس
کنستانتینوس ماوروپانوس (یونانی: Κωνσταντίνος Μαυροπάνος؛ زادهٔ ۱۱ دسامبر ۱۹۹۷) بازیکن فوتبال حرفه‌ای اهل یونان است که در پست مدافع در نورنبرگ در بوندس‌لیگا بازی می‌کند.

## عملکرد باشگاهی

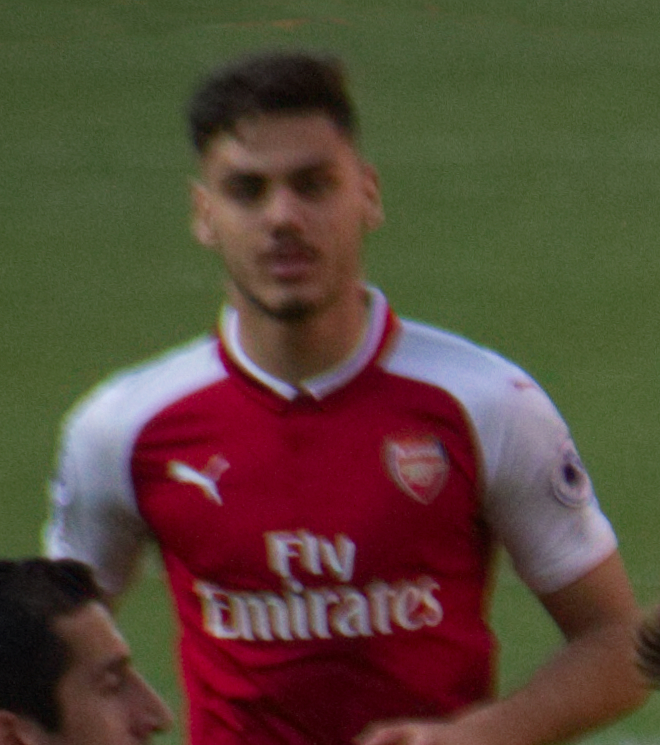
عکس کنستانتینوس ماوروپانوس در باشگاه فوتبال آرسنال

### پاس گیانینا
ماوروپانوس متولد آتن، کار خود را در جوانی با آپولون سمیرنی آغاز کرد و به مدت هشت سال در آنجا ماند. وی سپس در ژانویه سال ۲۰۱۶ با پاس جیانینا در سوپرلیگ یونان پیوست و یک قرارداد سه ساله و نیمه امضا کرد.
ماوروپانوس اولین مسابقه رقابتی خود را برای پاس گیانینا در جام حذفی یونان در تاریخ ۲۹ نوامبر ۲۰۱۶ انجام داد. او این بازی را با پیروزی ۰–۱ پاس گیانینا به اتمام رسانید. ماوروپانوس در ۵ آوریل ۲۰۱۷ در برابر وریا اولین بازی خود در لیگ را برای پاس گیانینا انجام داد. او در دقیقه ۵۷ وارد بازی شد و پاس گیانینا بازی را با نتیجه ۳–۰ از دست داد.
او اولین گل خود برای این باشگاه را در ۱۹ اوت ۲۰۱۷ در اولین دیدار لیگ این فصل مقابل آستراس تریپولیس به ثمر رساند. گل ۱۹ دقیقه او باعث پیروزی۱–۲ پاس گیانینا شد. یک هفته بعد، در تاریخ ۲۷ اوت، ماوروپانوس در مسابقه پاس گیانینا برابر آک آتن به عنوان بهترین بازیکن بازی انتخاب شد. ماوروپانوس ۲۳ بار در همه رقابت‌ها برای پاس گیانینا به میدان رفت و سه گل به ثمر رساند.

#### آرسنال
در ۴ ژانویه ۲۰۱۸، ماوروپانوس برای آرسنال در لیگ برتر قرارداد امضا کرد. در ۱۵ ژانویه ماوروپانوس به آرسنال زیر ۲۳ساله‌ها کمک کرد تا با نتیجه ۴ بر ۰ منچستر یونایتد را در خانه شکست دهد و تمام ۹۰ دقیقه بازی را انجام داد. در تاریخ ۲ فوریه، ماوروپانووس برای مرحله حذفی لیگ اروپا به آرسنال اضافه شد.
در ۲۹ آوریل، ماوروپانوس اولین بازی خود در لیگ برتر را با شکست ۲–۱ مقابل منچستر یونایتد در اولدترافورد انجام داد. عملکرد وی مورد تحسین هم طرفداران و هم صاحب نظران قرار گرفت. او اولین بازی خانگی خود را در بازی بعدی باشگاه مقابل برنلی انجام داد. آن مسابقه همچنین آخرین بازی خانگی در زمان سرمربی آرسن ونگر بود که ماوروپانوس اولین کلین شیت را با پیروزی ۵ بر ۰ به دست آورد. او همچنین در بازی بعدی در مقابل لستر سیتی بازی کرد، اما بعد از ۱۵ دقیقه اخراج شد تا فصل اول خود را در آرسنال به پایان برساند.
در آغاز اکتبر سال ۲۰۱۸، ماوروپانوس دچار آسیب دیدگی کشاله ران شد و تا اواسط ماه دسامبر مصدوم شد. در ۱۵ ژانویه ۲۰۱۹، او پس از گذشت نزدیک به چهار ماه، دوباره به بازی رقابتی بازگشت و ۷۰ دقیقه از پیروزی ۵ بر ۱ تیم زیر ۲۳ساله‌ها برابر منچسترسیتی بازی کرد. در ۳ فوریه ۲۰۱۹، او اولین بازی خود در فصل ۲۰۱۸–۱۹ را به عنوان جایگزینی برای شکوردان موستفی در بازی با نتیجه ۳–۱ خارج از خانه برابر مدافع عنوان قهرمانی منچسترسیتی انجام داد.
در تاریخ ۱۲ مه ۲۰۱۹، در آخرین روز بازیهای فصل، ماوروپانوس در جریان بازی با شکوردان مصطفی همراه بود، اما بعد از نیم ساعت به دلیل مصدومیت در پیروزی ۳ بر ۱ مقابل برنلی، توسط لورن کوشیلنی جایگزین شد.
در ۱۳ ژانویه سال ۲۰۲۰، پس از تلاش برای بازی در آرسنال، ماورو پانوس به باشگاه نورنبرگ در بوندس لیگا دو به صورت قرضی برای باقی مانده از فصل ۲۰۱۹–۲۰۲۰ نقل مکان کرد. او در بازی‌های دوم و سوم خود برای این باشگاه جوایز پیاپی بهترین بازیکن بازی را کسب کرد، پیش از این که در چهارمین بازی خود موفق به گلزنی شود. در تاریخ ۲۵ فوریه ۲۰۲۰، ماوروپانوس در بازی با دارمتشات مصدومیت را از پیش رو برداشت، اما این باشگاه از زمان دقیق غیبت وی خبر نداشت.